# Соколов, Елисей Николаевич
Елисе́й Никола́евич Соколо́в (1861 — не ранее 1918) — герой русско-японской войны, генерал-майор.

## Биография
Православный. Из потомственных дворян Полтавской губернии.
Среднее образование получил в Симферопольской классической гимназии. В 1883 году окончил Одесское пехотное юнкерское училище, откуда выпущен был прапорщиком в 50-й пехотный Белостокский полк.
Чины: подпоручик (1884), поручик (1888), штабс-капитан (1896), капитан (1899), подполковник (1904), полковник (1908), генерал-майор (1914).
В 1892 году был переведен в 5-й Восточно-Сибирский стрелковый батальон, переформированный в 1898 году в 4-й Восточно-Сибирский стрелковый полк. Командовал ротой 10 лет, батальоном — 3 года и 1 месяц. Участвовал в китайской кампании 1900—1901 годов и русско-японской войне. За боевые отличия был произведен в подполковники и награждён несколькими орденами, в том числе Золотым оружием «за храбрость». Будучи контужен, состоял под покровительством Александровского комитета о раненых. Высочайшим приказом от 13 марта 1908 года был пожалован орденом Святого Георгия 4-й степени
За отличный подвиг храбрости, выказанный им 30 сент. 1904 г., в бою на р. Шахэ при отбитии упорных атак неприятеля.
На 1 января 1910 года — полковник 4-го Восточно-Сибирского стрелкового полка. 14 января 1913 года назначен командиром 76-го пехотного Кубанского полка, с которым и вступил в Первую мировую войну. 28 октября 1914 года произведен в генерал-майоры «за отличие в делах против неприятеля», а 13 ноября того же года отчислен от занимаемой должности с назначением в резерв чинов при штабе Киевского военного округа.
В Гражданскую войну служил в Добровольческой армии, участвовал в 1-м Кубанском походе. Дальнейшая судьба неизвестна.

## Награды
- Орден Святой Анны 3-й ст. с мечами и бантом (1901)
- Орден Святого Станислава 2-й ст. с мечами (1902)
- Орден Святой Анны 2-й ст. с мечами (1905)
- Золотое оружие «За храбрость» (ВП 29.09.1906)
- Орден Святого Владимира 4-й ст. (1906)
- Орден Святого Георгия 4-й ст. (ВП 13.03.1908)
- Орден Святого Владимира 3-й ст. (ВП 08.04.1914, с 06.12.1913)
- мечи к ордену Св. Владимира 3-й ст. (ВП 20.02.1915)
- Орден Святого Станислава 1-й ст. с мечами (ВП 03.03.1915)